# Stylaster purpuratus
Stylaster purpuratus är en nässeldjursart som först beskrevs av Nikolai Alexsandrovich Naumov 1960.  Stylaster purpuratus ingår i släktet Stylaster och familjen Stylasteridae. Inga underarter finns listade i Catalogue of Life.